# Georgi Andrejewitsch Sotow
Georgi Andrejewitsch Sotow (russisch Георгий Андреевич Зотов; * 12. Januar 1990 in Nowosibirsk) ist ein russischer Fußballspieler.

## Karriere
Sotow begann seine Karriere bei Spartak Moskau. Zur Saison 2009 wechselte er zur drittklassigen Zweitmannschaft von Lokomotive Moskau. Für diese kam er bis zur Winterpause der Saison 2012/13 mindestens zu 78 Einsätzen in der Perwenstwo PFL. Im Februar 2013 wechselte er zum Zweitligisten FK Metallurg-Kusbass Nowokusnezk. Sein Debüt in der Perwenstwo FNL gab er im März 2013 gegen Spartak Naltschik. Bis Saisonende absolvierte er elf Zweitligaspiele für Nowokusnezk. Dem Verein wurde nach der Saison 2012/13 allerdings die Lizenz entzogen, woraufhin man in die viertklassige Amateurliga absteigen musste.
Daraufhin wechselte er zur Saison 2013/14 zum Zweitligisten FK Saljut Belgorod. Nach sieben Zweitligaeinsätzen für Saljut wechselte Sotow noch im August 2013 in die Ukraine zum Erstligisten Metalurh Donezk. Bis zum Ende der Spielzeit kam er zu 18 Einsätzen für Metalurh in der Premjer-Liha. Zur Saison 2014/15 kehrte er nach Russland zurück und schloss sich dem Zweitligisten Anschi Machatschkala an. Für Anschi absolvierte er in seiner ersten Saison 24 Zweitligaspiele, mit dem Verein aus Dagestan stieg er zu Saisonende in die Premjer-Liga auf. Sein Debüt in der höchsten russischen Spielklasse gab der Außenverteidiger im Juli 2015 gegen Lokomotive Moskau.
Nach vier Erstligaeinsätzen für Anschi wechselte Sotow im Februar 2016 innerhalb der Liga zum FK Kuban Krasnodar. Für Kuban absolvierte er bis Saisonende zwölf Spiele in der Premjer-Liga, aus der der Verein jedoch zu Saisonende abstieg. Nach 23 Zweitligaeinsätzen in Krasnodar schloss er sich im Februar 2017 dem Erstligisten Krylja Sowetow Samara an. Für Krylja Sowetow kam er bis zum Ende der Saison 2016/17 zehnmal in der Premjer-Liga zum Einsatz, aus der er allerdings auch mit diesem Verein absteigen musste. In der Saison 2017/18 spielte er 36 Mal in der Perwenstwo FNL, Samara stieg nach einer Saison wieder in die Premjer-Liga auf. Nach dem Wiederaufstieg absolvierte er in der Spielzeit 2018/19 26 Erstligapartien.
Im Juli 2019 wurde Sotow an den Ligakonkurrenten FK Orenburg verliehen. Bis zum Ende der Leihe absolvierte der Verteidiger 20 Spiele in Orenburg. Mit dem Verein stieg er zu Saisonende aus der Premjer-Liga ab. Zur Saison 2020/21 kehrte er nicht mehr nach Samara zurück, das inzwischen ebenfalls abgestiegen war, sondern wechselte im August 2020 zum Erstligisten Rubin Kasan. Für Kasan kam er zu 43 Einsätzen in der Premjer-Liga, ehe er am Ende der Saison 2021/22 mit Rubin abstieg.
Im Anschluss kehrte er im August 2022 zu Samara zurück, das mittlerweile wieder erstklassig war. Für Samara kam er in den folgenden zwei Jahren zu 28 Einsätzen im Oberhaus. Zur Saison 2024/25 kehrte Sotow nach Orenburg zurück.